# Ligue 1 2005-06
La temporada 2005-06 de la Ligue 1 se desarrolló entre el 29 de julio de 2005 y el 13 de mayo de 2006.
El Olympique de Lyon se proclamó campeón por quinto año consecutivo, superando el récord de cuatro ligas consecutivas que ostentaban el Olympique de Marsella y el AS Saint-Étienne.

## Sistema de competición
Tomaron parte en el campeonato veinte clubes, en un grupo único, y siguiendo un sistema de liga, se enfrentaron todos contra todos en dos ocasiones, una en campo propio y otra en campo contrario, sumando un total de 38 jornadas. El calendario de enfrentamientos se estableció por sorteo antes del inicio del torneo.
Como en las ediciones precedentes, la victoria en un partido se premió con tres puntos y el empate con un punto para cada equipo. Al término del campeonato, el equipo que acumuló más puntos (Olympique de Lyon) se proclamó campeón de la liga y obtuvo la clasificación para la Liga de Campeones de la UEFA, junto con el segundo (Girondins de Burdeos) y el tercer clasificado (Lille OSC). El cuarto clasificado (RC Lens) obtuvo una plaza para la Copa de la UEFA, mientras que el quinto (Olympique de Marsella) se clasificó para la Copa Intertoto. Los tres últimos clasificados (AC Ajaccio, Racing Estrasburgo y FC Metz) fueron descendidos a la Ligue 2.

## Clasificación final
| Pos. | Equipo                    | Pts. | PJ | G  | E  | P  | GF | GC | Dif. | Clasificación o descenso                             |
| ---- | ------------------------- | ---- | -- | -- | -- | -- | -- | -- | ---- | ---------------------------------------------------- |
| 1    | Olympique de Lyon (C)     | 84   | 38 | 25 | 9  | 4  | 73 | 31 | +42  | Fase de grupos de la Liga de Campeones               |
| 2    | Girondins de Burdeos      | 69   | 38 | 18 | 15 | 5  | 43 | 25 | +18  | Fase de grupos de la Liga de Campeones               |
| 3    | Lille                     | 62   | 38 | 16 | 14 | 8  | 56 | 31 | +25  | Tercera ronda clasificatoria de la Liga de Campeones |
| 4    | Lens                      | 60   | 38 | 14 | 18 | 6  | 48 | 34 | +14  | Primera ronda de la Copa de la UEFA                  |
| 5    | Olympique de Marsella     | 60   | 38 | 16 | 12 | 10 | 44 | 35 | +9   | Tercera ronda de la Copa Intertoto                   |
| 6    | Auxerre                   | 59   | 38 | 17 | 8  | 13 | 50 | 39 | +11  | Tercera ronda de la Copa Intertoto                   |
| 7    | Stade Rennes              | 59   | 38 | 18 | 5  | 15 | 48 | 49 | −1   |                                                      |
| 8    | Niza                      | 58   | 38 | 16 | 10 | 12 | 36 | 31 | +5   |                                                      |
| 9    | París Saint-Germain       | 52   | 38 | 13 | 13 | 12 | 44 | 38 | +6   | Primera ronda de la Copa de la UEFA                  |
| 10   | Mónaco                    | 52   | 38 | 13 | 13 | 12 | 42 | 36 | +6   |                                                      |
| 11   | Le Mans                   | 52   | 38 | 13 | 13 | 12 | 33 | 36 | −3   |                                                      |
| 12   | Nancy-Lorraine            | 48   | 38 | 12 | 12 | 14 | 35 | 37 | −2   | Primera ronda de la Copa de la UEFA                  |
| 13   | Saint-Étienne             | 47   | 38 | 11 | 14 | 13 | 29 | 39 | −10  |                                                      |
| 14   | Nantes Atlantique         | 45   | 38 | 11 | 12 | 15 | 37 | 41 | −4   |                                                      |
| 15   | Sochaux                   | 44   | 38 | 11 | 11 | 16 | 34 | 47 | −13  |                                                      |
| 16   | Toulouse                  | 41   | 38 | 10 | 11 | 17 | 36 | 47 | −11  |                                                      |
| 17   | Troyes                    | 39   | 38 | 9  | 12 | 17 | 37 | 47 | −10  |                                                      |
| 18   | Ajaccio (D)               | 33   | 38 | 8  | 9  | 21 | 27 | 53 | −26  | Descenso de categoría                                |
| 19   | Racing de Estrasburgo (D) | 29   | 38 | 5  | 14 | 19 | 33 | 56 | −23  | Descenso de categoría                                |
| 20   | Metz (D)                  | 29   | 38 | 6  | 11 | 21 | 26 | 59 | −33  | Descenso de categoría                                |

 Fuente: [cita requerida]
Notas:
1. ↑  París Saint-Germain se clasificó para la primera ronda de la Copa de la UEFA 2006-07 al haber ganado la Copa de Francia 2005-06.
2. ↑  Nancy-Lorraine se clasificó para la primera ronda de la Copa de la UEFA 2006-07 al haber ganado la Copa de la Liga de Francia 2005-06.

## Ascensos
- Valenciennes FC: Campeón de la Ligue 2
- CS Sedan: Subcampeón de la Ligue 2
- FC Lorient: Tercero de la Ligue 2

## Resultados
| Clubes              | Aja | Aux | Gir | LeM | Len | Lil | OL  | OM  | Met | Mon | Nanc | Nant | OGC | PSG | Ren | StE | Soc | Est | Tou | Tro |
| ------------------- | --- | --- | --- | --- | --- | --- | --- | --- | --- | --- | ---- | ---- | --- | --- | --- | --- | --- | --- | --- | --- |
| AC Ajaccio          |     | 1-0 | 0-2 | 0-0 | 0-0 | 3-3 | 1-3 | 3-1 | 0-1 | 1-0 | 1-0  | 0-2  | 0-3 | 1-1 | 0-1 | 3-1 | 0-1 | 0-0 | 1-0 | 0-1 |
| AJ Auxerre          | 2-0 |     | 1-0 | 0-0 | 1-0 | 3-2 | 0-2 | 1-2 | 1-1 | 2-1 | 0-1  | 4-0  | 2-0 | 2-0 | 2-0 | 0-0 | 3-0 | 4-0 | 2-0 | 3-0 |
| Girondins Burdeos   | 1-0 | 1-0 |     | 2-2 | 1-0 | 1-0 | 1-1 | 1-1 | 3-3 | 1-0 | 1-0  | 0-0  | 1-0 | 0-2 | 2-0 | 0-0 | 1-1 | 2-1 | 2-0 | 2-0 |
| Le Mans UC 72       | 1-0 | 0-2 | 1-0 |     | 0-0 | 1-1 | 1-2 | 3-0 | 2-0 | 0-0 | 0-0  | 0-0  | 2-0 | 0-0 | 4-0 | 0-1 | 2-1 | 2-0 | 1-1 | 1-0 |
| RC Lens             | 1-0 | 7-0 | 1-1 | 2-0 |     | 4-2 | 1-1 | 2-0 | 0-0 | 1-1 | 1-2  | 3-1  | 2-2 | 1-1 | 0-0 | 2-1 | 2-1 | 2-1 | 1-0 | 1-0 |
| Lille OSC           | 2-0 | 1-1 | 3-2 | 4-0 | 0-0 |     | 4-0 | 0-0 | 3-1 | 0-1 | 1-0  | 2-0  | 4-0 | 0-0 | 1-0 | 2-0 | 3-0 | 2-0 | 0-0 | 1-2 |
| Olympique Lyon      | 3-2 | 1-1 | 0-0 | 8-1 | 1-1 | 1-3 |     | 2-1 | 4-0 | 2-1 | 1-0  | 3-1  | 2-1 | 2-0 | 1-4 | 4-0 | 1-0 | 1-0 | 1-1 | 2-1 |
| Olympique Marsella  | 1-1 | 1-0 | 0-2 | 1-1 | 1-1 | 1-1 | 1-1 |     | 3-1 | 2-1 | 6-0  | 2-1  | 1-0 | 1-0 | 1-0 | 2-0 | 0-0 | 2-2 | 0-0 | 2-1 |
| FC Metz             | 2-0 | 1-2 | 0-1 | 0-0 | 0-1 | 0-2 | 0-4 | 1-0 |     | 2-1 | 0-0  | 1-4  | 1-0 | 1-0 | 0-1 | 0-1 | 0-1 | 0-0 | 2-2 | 2-4 |
| AS Monaco           | 3-0 | 0-2 | 0-1 | 2-0 | 0-0 | 0-1 | 2-1 | 1-0 | 3-0 |     | 2-2  | 1-1  | 0-0 | 1-1 | 0-2 | 1-0 | 4-1 | 1-1 | 1-0 | 1-1 |
| AS Nancy            | 0-0 | 1-3 | 0-0 | 1-0 | 1-2 | 0-0 | 0-2 | 1-1 | 1-1 | 0-1 |      | 0-0  | 0-0 | 1-1 | 6-0 | 2-0 | 0-3 | 1-2 | 2-0 | 2-1 |
| FC Nantes           | 0-2 | 3-2 | 0-1 | 1-0 | 2-0 | 1-1 | 0-1 | 1-3 | 0-0 | 0-0 | 3-0  |      | 0-0 | 0-0 | 0-2 | 1-1 | 3-1 | 4-3 | 2-0 | 1-1 |
| OGC Niza            | 1-0 | 1-0 | 0-1 | 1-0 | 0-0 | 2-0 | 1-1 | 0-1 | 2-1 | 2-0 | 1-0  | 1-1  |     | 1-0 | 2-1 | 0-1 | 1-2 | 3-1 | 2-1 | 1-1 |
| Paris Saint-Germain | 2-4 | 4-1 | 3-1 | 0-1 | 3-4 | 2-1 | 0-1 | 0-0 | 4-1 | 0-0 | 1-0  | 2-0  | 1-2 |     | 2-0 | 2-2 | 3-1 | 1-0 | 2-0 | 2-1 |
| Stade Rennais       | 3-0 | 3-1 | 2-2 | 1-0 | 4-1 | 2-2 | 1-3 | 3-2 | 2-1 | 1-3 | 0-2  | 0-3  | 1-0 | 1-1 |     | 0-1 | 2-1 | 2-1 | 4-1 | 2-0 |
| AS Saint-Étienne    | 0-0 | 1-1 | 1-1 | 3-0 | 2-0 | 0-2 | 0-0 | 2-1 | 2-0 | 1-1 | 0-2  | 1-0  | 0-1 | 3-0 | 0-0 |     | 0-0 | 0-2 | 1-3 | 1-1 |
| FC Sochaux          | 3-1 | 1-0 | 0-3 | 0-0 | 1-1 | 0-0 | 0-4 | 0-1 | 1-1 | 2-1 | 0-2  | 1-0  | 1-1 | 0-1 | 1-0 | 4-0 |     | 1-1 | 0-1 | 1-1 |
| Estrasburgo         | 2-2 | 0-0 | 0-0 | 1-2 | 1-1 | 2-2 | 0-4 | 0-1 | 2-1 | 1-2 | 1-3  | 0-1  | 0-0 | 1-1 | 0-1 | 0-1 | 0-0 |     | 2-4 | 2-0 |
| Toulouse FC         | 3-0 | 2-0 | 1-1 | 0-2 | 1-1 | 0-0 | 0-1 | 1-0 | 2-0 | 3-3 | 1-1  | 1-0  | 0-2 | 1-0 | 0-1 | 1-1 | 1-2 | 1-2 |     | 2-1 |
| Troyes              | 3-0 | 1-1 | 1-1 | 1-3 | 1-1 | 1-0 | 0-1 | 0-1 | 0-0 | 1-2 | 0-1  | 1-0  | 1-2 | 1-1 | 2-1 | 0-0 | 2-1 | 1-1 | 3-1 |     |

## Máximos goleadores
| #  | Jugador              | País            | Club                             | Goles |
| -- | -------------------- | --------------- | -------------------------------- | ----- |
| 1  | Pauleta              | Portugal        | Paris Saint-Germain              | 21    |
| 2  | Fred                 | Brasil          | Olympique de Lyon                | 14    |
|    | Peter Odemwingie     | Nigeria         | Lille OSC                        | 14    |
| 4  | Daniel Cousin        | Gabón           | RC Lens                          | 13    |
| 5  | Luigi Pieroni        | Bélgica         | AJ Auxerre                       | 12    |
|    | Sylvain Wiltord      | Francia         | Olympique de Lyon                | 12    |
| 7  | John Utaka           | Nigeria         | Stade Rennes                     | 11    |
| 8  | Péguy Luyindula      | Francia         | AJ Auxerre                       | 10    |
|    | Mamadou Niang        | Senegal         | Olympique Marsella               | 10    |
|    | Mickaël Pagis        | Francia         | Olympique Marsella y Estrasburgo | 10    |
|    | Mamadou Diallo       | Mali            | FC Nantes Atlantique             | 10    |
|    | Ilan                 | Brasil          | FC Sochaux                       | 10    |
|    | Javier Chevantón     | Uruguay         | AS Mónaco                        | 10    |
|    | Daniel Moreira       | Francia         | Toulouse FC                      | 10    |
| 15 | Juninho Pernambucano | Brasil          | Olympique de Lyon                | 9     |
|    | Élie Kroupi          | Francia         | AS Nancy                         | 9     |
|    | Bonaventure Kalou    | Costa de Marfil | Paris Saint-Germain              | 9     |
|    | Amara Diané          | Costa de Marfil | Estrasburgo                      | 9     |
|    | Sébastien Grax       | Francia         | Troyes                           | 9     |